# جما آنانیان
جما گورگنی آنانیان (Ջեմմա Գուրգենի Անանյան؛ زادهٔ ۹ ژوئن ۱۹۳۱) یک سیاستمدار و کارشناس آموزش و پروش اهل ارمنستان است که از تاریخ ۱۹۹۵ تا تاریخ ۱۹۹۹ نمایندگی دوره اول مجلس ملی جمهوری ارمنستان را برعهده داشت.

## زندگی‌نامه
در ۹ ژوئن ۱۹۳۱ در ایجوان به دنیا آمد و از دانشگاه دولتی علوم پرورشی خاچاطور آبوویان ارمنستان فارغ‌التحصیل شد. 